# 1724 a tudományban
Az 1724. év a tudományban és a technikában.

## Születések
- június 8. - John Smeaton mérnök (1792)
- szeptember 27. - Anton Friedrich Büsching geográfus (1793)